# (10078) Stanthorpe
(10078) Stanthorpe (1989 UJ3) – planetoida z pasa głównego asteroid okrążająca Słońce w ciągu 4,1 lat w średniej odległości 2,56 j.a. Odkryta 30 października 1989 roku.